# 1850

## أحداث
- تأسيس مدينة تامورث وتقع حاليا في أستراليا.
- تأسيس مدينة برنال وتقع حاليا في الأرجنتين.
- تأسيس مدينة كولون، بنما وتقع حاليا في بنما.
- تأسيس مدينة جيرالدتون وتقع حاليا في أستراليا.
- تأسيس مدينة أوشاوا وتقع حاليا في كندا.

## مواليد
- أحمد الوافي
- ألفا آدامز
- أوليفر هيفسايد
- إتيان فالو
- إدوارد ألبرت شاربي شافر
- إدوارد جون سميث
- توماس ليبتون
- جولد تسيهر
- حسن بن حسين بن علي آل الشيخ
- جون هارت ماكجرو
- راشد الخزاعي
- روبرت لويس ستيفنسون
- شبلي شميل
- عبد الرحمن الصنادلي
- غي دو موباسان
- فريدرك وليم ميتلاند
- كارل فرديناند براون
- كتشنر
- كيورا كيغو
- مساعد العازمي
- ميهاي إمينسكو
- إلياس القدسي
- سند الحشار
- عبد المجيد شوقي الجاشنجي

الأمام عبد الرحمن بن فيصل والد الملك عبد العزيز.

## وفيات
- أحمد باي بن محمد الشريف
- أونوريه دي بلزاك
- بشير الثاني الشهابي
- جاكوب جونز
- خوسيه دي سان مارتان
- روبرت بيل
- زكاري تايلور
- علي بن محمد رضا الشيرازي
- لويس جوزيف غي ـ لوساك
- محمد بن إسماعيل الصنعاني
- ويليام ووردزوورث
- سفيان الوهبي - خطاط عراقي.
- فردريك باستيا - منظر ليبرالي كلاسيكي واقتصادي سياسي فرنسي.